# Nuevo Paso Real
Nuevo Paso Real är en ort i Mexiko.   Den ligger i kommunen Álamo Temapache och delstaten Veracruz, i den sydöstra delen av landet, 230 km nordost om huvudstaden Mexico City. Nuevo Paso Real ligger 36 meter över havet och antalet invånare är 264.
Terrängen runt Nuevo Paso Real är platt, och sluttar norrut. Runt Nuevo Paso Real är det ganska tätbefolkat, med 65 invånare per kvadratkilometer. Närmaste större samhälle är Álamo, 9,7 km väster om Nuevo Paso Real. Trakten runt Nuevo Paso Real består till största delen av jordbruksmark.